# Sarah Solemani
Sarah Solemani, född 4 september 1982 i Camden i London, är en brittisk skådespelerska, författare och aktivist. Hon är mest känd för rollen som Becky, i den BAFTA-vinnande sitcomserien Becky och Steve (engelska: Him & Her). En annan känd insats är i rollen som Miranda, i filmen Bridget Jones's Baby. Hon har utöver detta även medverkat i de brittiska komediserierna Bad Education och The Wrong Mans.
Solemani är sedan juni 2012 gift med maken Daniel E. Ingram. Makarna har två barn tillsammans.

## Filmografi (i urval)

### Filmer
- 2005 – Mrs. Henderson presenterar
- 2015 – The Bad Education Movie
- 2016 – Bridget Jones's Baby
- 2019 – How to Build a Girl
- 2019 – Greed
- 2025 – Bridget Jones: Mad About the Boy

### TV-serier
- 2003 – Red Cap (TV-serie)
- 2007 – Suburban Shootout (TV-serie)
- 2010–2013 – Becky och Steve (TV-serie)
- 2011 – Tyst vittne (TV-serie)
- 2011 – Psychoville (TV-serie)
- 2012 – The Borgias (TV-serie)
- 2012 – Skins (TV-serie)
- 2012–2014 – Bad Education (TV-serie)[3]
- 2013–2014 – The Wrong Mans (TV-serie)
- 2016 – De var fem (TV-serie)
- 2017 – No Offence (TV-serie)
- 2020 – Inside No. 9 (TV-serie)
- 2021 – Ridley Road (TV-serie) (författare)
- 2022 – Chivalry (TV-serie)